# 大口沙條鮫
大口沙條鮫（学名：Chaenogaleus macrostoma），又名尖齒鯊、沙條，为沙條鮫科尖齒鯊屬下的一个种。其种加词“macrostoma”意为“大口的”。